# Schlacht am Dornbühl
Die Schlacht am Dornbühl, auch Schlacht bei Oberwangen oder Schlacht im Jammertal genannt, war eine bewaffnete Auseinandersetzung zwischen den Städten Bern und Freiburg, die im Jahr 1298 im Gebiet zwischen den Toren der Stadt Bern und dem Ort Oberwangen BE stattfand.